# Río Florido, Huixtán
Río Florido är en ort i Mexiko.   Den ligger i kommunen Huixtán och delstaten Chiapas, i den sydöstra delen av landet, 800 km öster om huvudstaden Mexico City. Río Florido ligger 1 646 meter över havet och antalet invånare är 193.
Terrängen runt Río Florido är huvudsakligen kuperad, men åt sydost är den platt. Río Florido ligger nere i en dal. Runt Río Florido är det glesbefolkat, med 16 invånare per kvadratkilometer. Närmaste större samhälle är Chanal, 4,9 km sydost om Río Florido. I omgivningarna runt Río Florido växer huvudsakligen savannskog.